# Ціренберг
Ціренберг (нім. Zierenberg) — місто в Німеччині, знаходиться в землі Гессен. Підпорядковується адміністративному округу Кассель. Входить до складу району Кассель.
Площа — 14,85 км2. Населення становить 6547 ос. (станом на 31 грудня 2020).